# رضا طلبه
رضا طلبه (26 فبراير 1989 بيزد في إيران - ) هو لاعب كرة قدم إيراني في مركز الدفاع. شارك مع منتخب إيران تحت 20 سنة لكرة القدم ومنتخب إيران تحت 23 سنة لكرة القدم. أما مع النوادي، فقد لعب مع نادي سباهان أصفهان ونادي ملوان وSepahan Novin F.C. ‏ وFoolad Natanz F.C. ‏.

## وصلات خارجية
- رضا طلبه على موقع قاعدة بيانات كرة القدم.إي يو (الإنجليزية)